# Egyszintű bankrendszer
Az egyszintű bankrendszer a pénzügyi élet szervezeti kerete egy gazdaságban, amelyben a központi bank nem csak a jegybanki szerepet tölti be, hanem a kereskedelmi banki funkciókat is.
Az ilyen rendszerben a jegybank közvetlen (vagy megbízott bankjain keresztül közvetett) kapcsolatban áll a lakossággal és a vállalatokkal és így olyan feladatok is hozzá kerülnek, amelyeket kétszintű bankrendszerrel rendelkező gazdaságokban a kereskedelmi bankok látnak el. A kétszintű bankrendszerben a központi bank a kereskedelmi bankokkal áll kapcsolatban, nem a vállalkozásokkal és a lakossággal.
Az erősen központosított, nem piacgazdasági viszonyok közt működő, vagy korlátozottan piacos gazdaságokra jellemző. Az 1990-es évek előtt a mainál jóval elterjedtebb volt, mivel az akkor összeomló kommunista rezsimek előszeretettel alkalmazták. (A kereskedelmi bankokat a kommunisták kizsákmányoló kapitalista intézménynek tartották.) 
Kialakulása későbbi, mint a kétszintű bankrendszeré: bár a kormányzatok hagyományosan évezredek óta ellátnak jegybanki funkciókat, idősorrendben először a kereskedelmi bankok jelentek meg, majd a központi bankok és az ezután következő fázisban jöttek létre olyan rendszerek, amelyek központi irányítás alá vonták a kereskedelmi banki funkciókat is. Ezek azonban nem bizonyultak tartósnak, mert kiderült, hogy az egyszintű bankrendszer gátolja a gazdaság fejlődését.
A központosítás foka, illetve szervezeti megvalósítása alapján többfajta változata alakult ki. A monobank rendszerben szó szerint egyetlen bank létezik (erre a múltban Kuba, Mongólia vagy Albánia szolgáltatott példát), más rendszerekbe azonban "belefér" több-kevesebb specializált állami bank működtetése.

## Magyarországon

### Kialakulása
A második világháború utáni Magyarországon a kommunisták (Magyar Kommunista Párt, majd Magyar Dolgozók Pártja) fokozatosan kiépítették egyeduralmukat és ennek a folyamatnak része volt a gazdasági és pénzügyi élet kontrolljának megszerzése is. Ebbe a folyamatba illett, hogy 1947 nyarán sok bankhoz miniszteri biztosokat neveztek ki, ami állami ellenőrzés alá vonásukat jelentette. (Ezek a bankok: Pesti Magyar Kereskedelmi Bank, Magyar Általános Hitelbank, Magyar Leszámítoló és Pénzváltó Bank, Pesti Hazai Első Takarékpénztár Egyesület, Angol-Magyar Bank, Dunavölgyi Bank, Budapest Székesfővárosi Községi Takarékpénztár, a Creditanstalt-Bankverein Magyarországi Fióktelepe, Magyar–Olasz Bank – ezek voltak a Pénzintézeti Központ I. kúriájához tartozó bankok.)
Hónapokkal később elrendelték ezen bankok, illetve a Magyar Nemzeti Bank (MNB) magyar tulajdonban lévő részvényeinek államosítását is, az 1947. évi XXX., december 4-én kihirdetett törvénycikkben. 1947 végén megalakult az államosított bankok irányítására (az MNB-t kivéve) az Állami Bankok Intézőbizottsága, illetve adminisztratív és végrehajtó hivatala, az Állami Bankok Központi Irodája. A magyar bankrendszer jövőjét illetően azonban egy másik szervezet vált mindenhatóvá: a Magyar Kommunista Párt Bankszervező Bizottsága. Az államosítást követően már a legelső kidolgozott javaslatok is arra épültek, hogy az MNB-nek kellene átvennie a kereskedelmi banki tevékenységeket.
Az MNB felett a 20/1948-as kormányrendelettel vonták szorosra az állami ellenőrzést, amely megszüntette az alelnöki funkciókat és új összetételű, 15 fős főtanács létrehozását tette lehetővé (azzal az indoklással, hogy – a minisztertanács által kinevezendő – tagok közt lehetőleg a gazdaság minden ágazata képviselve legyen).
1948. március 25-én államosították a 100 főnél többet foglalkoztató vállalkozásokat és ezzel alapvetően átalakult a bankok ügyfélköre. A lépés következményeként beszüntették a Budapesti Áru- és Értéktőzsde működését és 1948. április 2-án a Gazdasági Főtanács az állami hitelszervezet átszervezéséről is döntött. A Pénzintézeti Központ minden bankszerű tevékenységét ennek értelméban az MNB vette át, amely megkezdte hitelosztályának és vidéki hálózatának kiépítését. Megszületett az "egyszámlarendszer" – minden vállalat, majd önálló gazdálkodó szervezet csak egyetlen, az MNB-nél nyitott folyószámlával rendelkezhetett. Az MNB új alapszabályát 1948. május 25-én hirdették ki, az 1948. évi XXXII. törvénycikk mellékleteként. 

#### Az MNB "albankjai"
A kommunizmus évtizedeiben Magyarországon az MNB mellett állami fejlesztési bank, a lakosság számára pedig takarékszövetkezetek és takarékpénztár (a mai OTP Bank elődje) és külkereskedelmi bank is működött. 1948-tól a külkereskedelmi forgalom fizetéseit a Pesti Magyar Kereskedelmi Bank vette át (ez lett 1950-től a Magyar Külkereskedelmi Bank). Szintén 1948-ban jött létre a vállalatok számára a Magyar Beruházási Bank (1972-től Állami Fejlesztési Bank). 1949-ben alapították a lakosság számára az Országos Takarékpénztárat (OTP). 1957-től hozták létre vidéken a takarékszövetkezeteket. 1985. január 1-jén alakult az MNB leánybankjaként a Budapesti Hitelbank. 1979-ben alapították külföldi bankok részesedésével az offshore CIB Bankot, amelynek különleges státusza volt. Bár csak devizában bonyolíthatta forgalmát, de a magyar vállalatok is hozzá fordulhattak.

### Megszűnése
A kétszintű bankrendszer 1987. január 1-jével állt helyre Magyarországon kétéves előkészítés után, a kommunista országok között elsőként. (Ekkor az OTP-n kívül már több jelentős kereskedelmi bank létezett az országban, mint a Magyar Hitelbank, az Országos Kereskedelmi és Hitelbank, a Budapest Bank, a Magyar Külkereskedelmi Bank és az Általános Értékforgalmi Bank.) Ettől kezdve a központi bank kizárólag az üzleti bankokkal állhat kapcsolatban és a vállalatok számára banki tevékenységet nem folytathatott. A kommunista rezsim bukása utáni évek törvénykezése pedig fokozatosan megszüntette azt a lehetőséget is, hogy az MNB a kormányzatnak hitelezzen.

## Másutt

### Szovjetunió/Oroszország
A Szovjetunióban az első lépés a kommunista típusú bankrendszer átalakítása felé az volt, amikor 1987-ben specializált állami bankokat hoztak létre. 1988-ban bejegyezték az első kereskedelmi bankot és ezt a következő években számtalan újabb bank megalakulása követte.